# Terry Turner (sceneggiatore)
Terry Turner (11 dicembre 1947) è uno sceneggiatore statunitense, marito di Bonnie Turner.

## Filmografia

### Cinema
- Tommy Boy (1995)